# Dominique Busnot
Dominique Busnot (Rouen, 1647 – 1714) è stato un diplomatico e religioso francese.

## Biografia
Dominique Busnot nacque a Rouen nel 1647. Entrato nell'Ordine della Santissima Trinità dell'Antica Osservanza, entrò a far parte del ramo riformato francese, continuando a mantenere l'unità sotto lo stesso ministero generale, dove è stato ordinato sacerdote. Nominato generale redentore nel suo ordine religioso, fece diversi viaggi in Marocco, per la raccolta di numerosi dati, al fine di scrivere diversi libri storici progettati per convincere i lettori a contribuire finanziariamente al riscatto dei cattivi cristiani. Dopo tre viaggi in Marocco nel 1704, 1708 e 1712, ha iniziato a scrivere il suo libro sulla storia del regno di Moulay Ismael, il re del Marocco, pubblicato nel 1714. Durante questi tre viaggi, ha cercato, insieme all'ordine dei mercedari e trinitari, di negoziare la liberazione di circa 150 schiavi francesi che si trovavano allora a Meknes. Il suo libro racconta questi negoziati infruttuosi e Moulay Ismail descritto come un "re sanguinario" nel contesto di sequestri di cristiani, da parte dei pirati marocchini.

## Opere
- Histoire du règne de Moulay Ismail, Mercure de France, ISBN 2715223013.